# 리비안

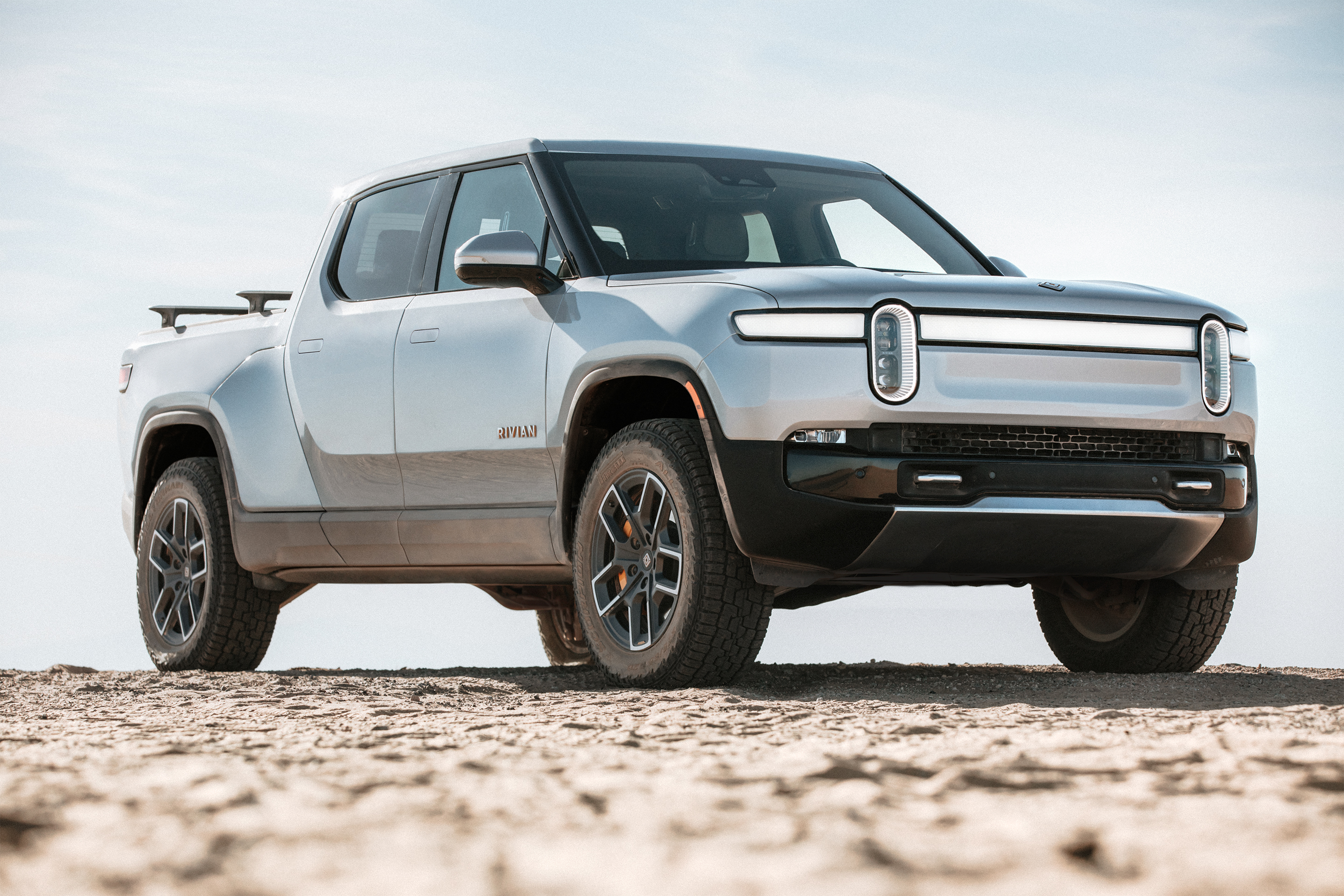
R1T 2021 픽업 트럭

리비안(Rivian)은 미국의 전기자동차 회사이다.

## 역사
리비안은 2009년 매사추세츠공대(MIT) 박사 출신 로버트 "RJ" 스카린지가 26세에 설립했다.
이 회사는 2011년에 자율 전기 자동차에 집중하기 시작했다.
리비안은 대규모 투자를 받았고 2015년에 크게 성장하여 Michigan과 Bay Area에 연구소를 설립했다.
주요 공급업체에 더 가까이 다가가기 위해 본사를 미시간주 리보니아로 이전했다.
트럭과 SUV로 선회하기 전에 그들의 첫 번째 모델은 스포츠카였다. R1(원래 이름은 Avera)은 디자인 디렉터 Peter Stevens가 디자인한 미국 시장을 위한 2+2 좌석이 있는 미드 엔진 하이브리드 쿠페였다. 본체와 쉽게 교체할 수 있는 본체 패널에 새로운 모듈식 캡슐 구조를 사용했다. 생산은 2013년 말에서 2014년 초 사이에 시작될 것으로 예상되었으며 잠재적인 디젤 하이브리드 버전과 브라질 원메이크 시리즈의 R1 GT라는 레이싱 버전이 있다. 4도어 세단과 플랫폼의 크로스오버도 가능성으로 거론됐다. 해치백과 같은 프로토타입도 2011년에 미리 공개되었는데, R1과의 관계는 불명확하다.
리비안은 2021년 10월 첫 번째 양산 차량인 R1T 트럭을 고객에게 인도하기 시작했다.

## 아마존
리비안은 미국 플로리다주를 기반으로 한 신생기업으로, 제조 기술력을 인정받아 2019년 아마존, 포드 등으로부터 105억 달러(약 12조원)를 투자 받았다. 아마존과 포드의 리비안 지분은 각각 20%, 12%다.
2021년 11월 현재 세계 1위 부자는 테슬라의 일론 머스크, 2위는 아마존의 제프 베이조스인데, 2위인 베이조스가 전기차 회사를 독자적으로 설립하지 않고 리비안을 밀고 있다. 그래서 리비안은 전기차 1위 업체 테슬라의 대항마가 될 가능성이 있다고 평가받고 있다.
2021년 11월 10일, 나스닥에 상장했다.
나스닥 상장 첫날, 아마존은 지분 2%를 공개매수했다. 따라서 지분이 22%가 되었다.